# Sielsowiet Sidarawiczy
Sielsowiet Sidarawiczy (biał. Сідаравіцкі сельсавет, ros. Сидоровичский сельсовет) – sielsowiet na Białorusi, w obwodzie mohylewskim, w rejonie mohylewskim, z siedzibą w Sidarawiczach.
Według spisu z 2009 sielsowiet Sidarawiczy zamieszkiwało 1633 osoby, w tym 1520 Białorusinów (93,08%), 84 Rosjan (5,14%), 17 Ukraińców (1,04%), 10 osób innych narodowości i 2 osoby, które nie podały żadnej narodowości.

## Miejscowości
- agromiasteczko:
  - Sidarawiczy
- wsie:
  - Barouka
  - Łykawa
  - Nowaja Milejeuka
  - Pałna
  - Słabodka
  - Szyłau Wuhał
- osiedle:
  - Mirny